# Athlétisme aux Jeux d'Amérique centrale et des Caraïbes de 1974
Navigation
Panama 1970 Medellín 1978
Les épreuves d'athlétisme des Jeux d'Amérique centrale et des Caraïbes de 1974, ont eu lieu à Saint-Domingue, en République dominicaine. 

## Résultats

### Hommes
| Épreuve | Or                                                                    | Or              | Argent                                                                        | Argent          | Bronze                                                                    | Bronze          |
| --- | --------------------------------------------------------------------- | --------------- | ----------------------------------------------------------------------------- | --------------- | ------------------------------------------------------------------------- | --------------- |
| 100 m | Silvio Leonard Cuba                                                   | 10 s 49         | José Triana Cuba                                                              | 10 s 67         | Pablo Montes Cuba                                                         | 10 s 77         |
| 200 m | Silvio Leonard Cuba                                                   | 20 s 99         | Pablo Bandomo Cuba                                                            | 21 s 37         | José Triana Cuba                                                          | 21 s 54         |
| 400 m | Alberto Juantorena Cuba                                               | 45 s 52         | Seymour Newman Jamaïque                                                       | 46 s 34         | Félix Mangual Porto Rico                                                  | 46 s 42         |
| 800 m | Leandro Civil Cuba                                                    | 1 min 48 s 43   | Luis Medina Cuba                                                              | 1 min 48 s 68   | Héctor López Venezuela                                                    | 1 min 48 s 99   |
| 1 500 m | Luis Medina Cuba                                                      | 3 min 44 s 18   | José González Venezuela                                                       | 3 min 44 s 52   | Carlos Martínez Mexique                                                   | 3 min 44 s 90   |
| 5 000 m | Víctor Mora Colombie                                                  | 13 min 54 s 2   | Jairo Correa Colombie                                                         | 14 min 03 s 0   | José Neri Mexique                                                         | 14 min 04 s 0   |
| 10 000 m | Domingo Tibaduiza Colombie                                            | 30 min 39 s 4   | Juan Pérez Costa Rica                                                         | 30 min 41 s 0   | Pedro Miranda Mexique                                                     | 30 min 41 s 2   |
| Marathon | Gilberto Serna Colombie                                               | 2 h 28 min 08 s | Agustín Reyes Porto Rico                                                      | 2 h 32 min 08 s | José Jesús Porto Rico                                                     | 2 h 32 min 54 s |
| 3 000 m steeple | José Cobo Cuba                                                        | 8 min 50 s 8    | Antonio Villanueva Mexique                                                    | 8 min 52 s 0    | Lucirio Garrido Venezuela                                                 | 8 min 54 s 8    |
| 110 m haies | Alejandro Casañas Cuba                                                | 13 s 80 w       | Guillermo Núñez Cuba                                                          | 13 s 93 w       | Francisco Dumeng Porto Rico                                               | 14 s 10 w       |
| 400 m haies | Fabio Zúñiga Colombie                                                 | 50 s 61         | Guillermo Núñez Cuba                                                          | 50 s 87         | Félix Mangual Porto Rico                                                  | 51 s 65         |
| Saut en hauteur | Richard Spencer Cuba                                                  | 2,10 m          | Amado Olaguiber Cuba                                                          | 2,07 m          | Gilberto Campbell Cuba                                                    | 2,04 m          |
| Saut à la perche | Roberto Moré Cuba                                                     | 4,95 m          | Juan Laza Cuba                                                                | 4,75 m          | Edgardo Rivera Porto Rico                                                 | 4,55 m          |
| Saut en longueur | Wilfredo Maisonave Cuba                                               | 7,44 m          | Milán Matos Cuba                                                              | 7,43 m          | Francisco Gómez Cuba                                                      | 7,41 m          |
| Triple saut | Pedro Pérez Cuba                                                      | 17,01 m w       | Armando Herrera Cuba                                                          | 16,37 m w       | Juvenal Pérez Cuba                                                        | 15,91 m         |
| Lancer du poids | José Carreño Venezuela                                                | 16,20 m         | Nicolás Hernández Cuba                                                        | 16,09 m         | Pedro Serrano Porto Rico                                                  | 15,85 m         |
| Lancer du disque | Julián Morrinson Cuba                                                 | 58,10 m         | Javier Moreno Cuba                                                            | 51,04 m         | Ignacio Reinosa Porto Rico                                                | 49,30 m         |
| Lancer du marteau | Pedro Garbey Cuba                                                     | 61,50 m         | Víctor Suárez Cuba                                                            | 59,16 m         | Genovevo Morejón Cuba                                                     | 57,58 m         |
| Lancer du javelot | Raúl Fernández Cuba                                                   | 75,30 m         | Juan Jarvis Cuba                                                              | 69,16 m         | Salomón Robbins Mexique                                                   | 67,10 m         |
| Décathlon | Jesús Mirabal Cuba                                                    | 7 470 pts       | Rigoberto Salazar Cuba                                                        | 7 305 pts       | Orlando Pedroso Cuba                                                      | 7 060 pts       |
| 20 km marche | Raúl González Mexique                                                 | 1 h 35 min 23 s | Pedro Aroche Mexique                                                          | 1 h 35 min 33 s | Ernesto Alfaro Colombie                                                   | 1 h 38 min 53 s |
| 4 × 100 m | Cuba José Triana Pablo Montes Pablo Bandomo Silvio Leonard            | 39 s 62         | République dominicaine Porfirio Veras Julio Meades Enrique Javier Gil Fortuna | 40 s 35         | Antilles néerlandaises Elmer Vorn Edwin Nar Henry Braafhart Adsel Trumpet | 41 s 79         |
| 4 × 400 m | Cuba Eduardo García Eddy Gutiérrez Antonio Alvarez Alberto Juantorena | 3 min 06 s 36   | Venezuela Víctor Patines Héctor López Félix Mata Erick Phillips               | 3 min 07 s 23   | Jamaïque Noel Gray Seymour Newman Anthony Davis Clive Barriffe            | 3 min 07 s 52   |
| Records et Performances - AR : Record continental (area record) - CR : Record des championnats (championship record) - MR : Record du meeting (meet record) - NR : Record national (national record) - OR : Record olympique (olympic record) - PR : Record paralympique (paralympic record) - PB : Record personnel (personal best) - SB : Meilleure performance personnelle de la saison (season's best) - WL : Meilleure performance mondiale de l'année (world leader) - WJR : Record du monde junior (world junior record) - WR : Record du monde (world record) Circonstances et Conditions - DNF : N'a pas terminé (did not finish) - DNS : N'a pas pris le départ (did not start) - DQ : Disqualification (disqualification) - NM : Aucun essai valable enregistré (No Mark) - Q : Qualifié « directement » au prochain tour (ou à la prochaine compétition), lors d'une compétition majeure, grâce au classement ou à la réalisation des minima (automatic qualifier) - q : Qualifié au prochain tour (ou à la prochaine compétition), lors d'une compétition majeure, grâce au repêchage ou à la réalisation de l'une des meilleures performances parmi celles des « non qualifiés directement » (grâce au meilleur temps ou à la meilleure distance par exemple) (secondary qualifier) |                                                                       |                 |                                                                               |                 |                                                                           |                 |

### Femmes
| Épreuve | Or                                                                | Or            | Argent                                                                  | Argent        | Bronze                                                          | Bronze        |
| --- | ----------------------------------------------------------------- | ------------- | ----------------------------------------------------------------------- | ------------- | --------------------------------------------------------------- | ------------- |
| 100 m | Carmen Valdés Cuba                                                | 11 s 55       | Silvia Chivás Cuba                                                      | 11 s 65       | Lelieth Hodges Jamaïque                                         | 11 s 75       |
| 200 m | Carmen Valdés Cuba                                                | 23 s 76       | Asunción Acosta Cuba                                                    | 24 s 21       | Diva Bishop Panama                                              | 24 s 39       |
| 400 m | Aurelia Pentón Cuba                                               | 52 s 27       | Carmen Trustée Cuba                                                     | 52 s 91       | Asunción Acosta Cuba                                            | 53 s 92       |
| 800 m | Charlotte Bradley Mexique                                         | 2 min 04 s 55 | Aurelia Pentón Cuba                                                     | 2 min 05 s 43 | Enriqueta Nava Mexique                                          | 2 min 05 s 89 |
| 100 m haies | Marlene Elejalde Cuba                                             | 14 s 53       | Mercedes Román Mexique                                                  | 14 s 69       | Raquel Martínez Cuba                                            | 14 s 74       |
| Saut en hauteur | Lucía Duquet Cuba                                                 | 1,74 m        | Elisa Ávila Mexique                                                     | 1,74 m        | Maritza García Cuba                                             | 1,71 m        |
| Saut en longueur | Marcia Garbey Cuba                                                | 6,48 m        | Ana Alexander Cuba                                                      | 6,07 m        | Dora Thompson Cuba                                              | 5,75 m        |
| Lancer du poids | María Elena Sarría Cuba                                           | 14,60 m       | Hilda Ramírez Cuba                                                      | 14,40 m       | Caridad Romero Cuba                                             | 13,82 m       |
| Lancer du disque | Carmen Romero Cuba                                                | 54,70 m       | María Betancourt Cuba                                                   | 52,20 m       | Salvadora Vargas Cuba                                           | 41,92 m       |
| Lancer du javelot | Tomasa Núñez Cuba                                                 | 47,58 m       | María Beltrán Cuba                                                      | 47,46 m       | Gladys González Venezuela                                       | 46,58 m       |
| Pentathlon | Francisca Janssen Antilles néerlandaises                          | 4 014 pts     | Angela Carbonell Cuba                                                   | 3 867 pts     | Mercedes Román Mexique                                          | 3 827 pts     |
| 4 × 100 m | Cuba Marlene Elejalde Carmen Valdés Asunción Acosta Silvia Chivás | 44 s 90       | Panama Diva Bishop Margarita Martínez Maritza Escalona Beatriz Aparicio | 47 s 42       | Mexique Mercedes Román María Cato Mireya Vázquez Corina Garduño | 48 s 02       |
| Records et Performances - AR : Record continental (area record) - CR : Record des championnats (championship record) - MR : Record du meeting (meet record) - NR : Record national (national record) - OR : Record olympique (olympic record) - PR : Record paralympique (paralympic record) - PB : Record personnel (personal best) - SB : Meilleure performance personnelle de la saison (season's best) - WL : Meilleure performance mondiale de l'année (world leader) - WJR : Record du monde junior (world junior record) - WR : Record du monde (world record) Circonstances et Conditions - DNF : N'a pas terminé (did not finish) - DNS : N'a pas pris le départ (did not start) - DQ : Disqualification (disqualification) - NM : Aucun essai valable enregistré (No Mark) - Q : Qualifié « directement » au prochain tour (ou à la prochaine compétition), lors d'une compétition majeure, grâce au classement ou à la réalisation des minima (automatic qualifier) - q : Qualifié au prochain tour (ou à la prochaine compétition), lors d'une compétition majeure, grâce au repêchage ou à la réalisation de l'une des meilleures performances parmi celles des « non qualifiés directement » (grâce au meilleur temps ou à la meilleure distance par exemple) (secondary qualifier) |                                                                   |               |                                                                         |               |                                                                 |               |

## Tableau des médailles
| Rang | Nation                 | Or | Argent | Bronze | Total |
| ---- | ---------------------- | -- | ------ | ------ | ----- |
| 1    | Cuba                   | 27 | 23     | 13     | 63    |
| 2    | Colombie               | 4  | 1      | 1      | 6     |
| 3    | Mexique                | 2  | 4      | 7      | 13    |
| 4    | Venezuela              | 1  | 2      | 3      | 6     |
| 5    | Antilles néerlandaises | 1  | 0      | 1      | 2     |
| 6    | Porto Rico             | 0  | 1      | 7      | 8     |
| 7    | Jamaïque               | 0  | 1      | 2      | 3     |
| 8    | Panama                 | 0  | 1      | 1      | 2     |
| 9    | République dominicaine | 0  | 1      | 0      | 1     |
| 9    | Costa Rica             | 0  | 1      | 0      | 1     |